# Liste des rois des Francs rhénans

Les royaumes francs et alamans vers 480. Les territoires gris signalent les anciennes provinces romaines,.

Cet article dresse la liste des rois des Francs rhénans.

## Histoire
Après la migration des Francs saliens, puis la constitution par Aetius d'un foedus en faveur de Clodion le Chevelu, les différents peuples francs situé sur la rive droite du cours du Rhin se sont trouvés isolés des saliens et face aux Burgondes, aux Alamans et à la pression des autres peuples germains. la seule solution pour assurer leur survie a été de s'unir en un seul royaume vers le milieu du Ve siècle.
Ce nouveau royaume est alors isolé des territoires romains, et la documentation, particulièrement fragmentaire, ne permet qu'une reconstitution fragmentaire de son histoire. Selon Karl Ferdinand Werner, le royaume des Francs rhénans aurait constitué une zone tampon entre le Germanie barbare et la Gaule encore romaine.

## Rois

### Les hypothèses sur les premiers rois
Il n'y a que très peu de sources contemporaines sur les premiers rois de Cologne et l'histoire du début du royaume franc rhénan est probablement appelée à rester incomplète, fragmentaire et hypothétique.
1. Une lettre de Sidoine Apollinaire raconte la visite d'un prince du nom de Sigemer, venu à Lyon en 469 pour se marier. La description de ses vêtements a conduit les historiens à conclure qu'il s'agissait d'un prince franc rhénan, et le fait qu'il se marie à Lyon, une des capitales du royaume burgonde, laisse penser qu'il a épousé une princesse burgonde[4],[5]. Rien n'empêche que ce prince ait plus tard succédé à son père.
2. Une généalogie de rois francs, rédigée en Neustrie entre 584 et 629, mentionne que « On dit que le premier roi des Francs est Faramond. Faramond engendre Clenus et Clodion. Clodion engendre Clodebaud. Clodebaud engendre Clodéric. Clodéric engendre Clovis et Clodomar. Clovis engendre Childebert, Theodoric et Clotaire ... ». Cette généalogie est remplie d'erreur, mais est probablement le reflet de traditions mal connues, puis interpolées par l'auteur. Inutile de revenir sur Faramond, rejeté par de nombreux historiens, même s'il est repris par les historiens du Moyen Âge. Le nom de Clénon est inutilisable[6]. Les autres noms sont connus par ailleurs, mais les liens de parenté sont erronés. Il faut y voir une interpolation de l'auteur, qui s'est fondé sur une liste de rois rhénans puis austrasien, sans aucune parenté. Tous les noms ne sont pas familiers à l'auteur, neustrien. La méconnaissance de l'auteur est manifeste, car entre Clodebaud et Clodéric, il y a au moins une lacune, en la personne de Sigebert le Boiteux. Tout ce que l"on peut retenir de cette généalogie est que Clodéric est l'un des successeurs de Clodebaud[5].

Plusieurs auteurs considèrent que les royaumes francs étaient gouvernés par les membres d'une même dynastie. Ainsi Karl Ferdinand Werner constate « un sentiment très fort de l'unité du regnum Francorum : le seul garant de cette unité, c'est la dynastie dont les membres, seuls, ont le droit d'être roi à l'Est comme à l'Ouest », Christian Settipani présente les différents rois francs (Clovis, Ragnacaire, Richer, Cararic et Sigebert le Boiteux) comme tous issus de Clodion le Chevelu et Franz Staab parle de la « dynastie mérovingienne rhénane » ou de « la branche rhénane de la dynastie mérovingienne ».
Mais d'autres auteurs contestent l'existence d'une dynastie franque avant l'époque de Clovis.
Il y a cependant une objection à émettre quant au fait que les premiers rois rhénans soient issus du salien Clodion le Chevelu. C'est que les Francs rhénans se sont rapidement alliés aux Burgondes et se sont retrouvés opposés aux Francs Saliens. La parenté mentionnée par Grégoire de Tours pourrait aussi s'expliquer par le mariage de Clovis avec une princesse rhénane, qui a donné naissance à Thierry Ier, même si cette première épouse est qualifiée de concubine par Grégoire.

### Rois certains
Dans le livre II de son Historiæ, Grégoire de Tours raconte en 582 la mort de Sigebert le Boiteux et de son fils Clodéric, et explique comment le royaume de Cologne a été intégré dans le royaume de Clovis, lequel est qualifié de parent des deux derniers rois,.
1. jusqu'en 508 : Sigebert le Boiteux, cité par Grégoire de Tours[10],[12].
2. 508 : Clodéric, fils du précédent, cité par Grégoire de Tours[10],[11].
3. 508 - 511 : Clovis Ier

Avec Clovis Ier, le royaume des Francs rhénans est rattaché au royaume des Francs saliens. Il constituera une grande partie du royaume d'Austrasie.

### Descendance
- 534 : Un certain Mundéric tente de s'emparer du royaume des Francs rhénans. Il est le petit fils de Sigebert le Boiteux, fils de Chlodéric[13].
- Flodoard, dans son Historia ecclesiæ Remensis mentionne l'existence d'un prêtre du nom de Baldéric et sa sœur sainte Beuve, enfants d'un roi Sigebert et tante de sainte Doda. Aucune date n'est signalée, mais ce roi Sigebert pourrait être Sigebert le Boiteux, par élimination des autres rois Sigebert connus[14].